# Dunkin (Québec)
Pour les articles homonymes, voir Dunkin.
Dunkin est un hameau compris dans le territoire de la municipalité de canton de Potton dans Memphrémagog au Québec (Canada). Situé près de la frontière canado-américaine dans la vallée de la rivière Missiquoi, le hameau, d'abord peuplé de loyalistes, s'inscrit dans un territoire à vocation agricole et forestière.

## Toponymie

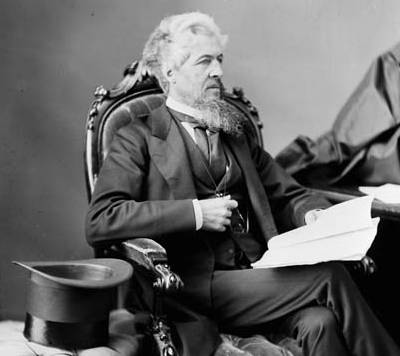
Le hameau est nommé d'après Christopher Dunkin.

Le hameau doit son nom à Christopher Dunkin, député originaire d'Angleterre représentant le district de Brome à l'Assemblée législative du Canada-Uni. À partir de 1867, il siège à la fois à l'Assemblée législative du Québec et à la Chambre des communes du Canada, y représentant les circonscriptions électorales provinciale et fédérale de Brome,,. Dunkin est en outre actionnaire de la South Eastern Railway, œuvrant à l'implantation du chemin de fer dans la vallée Missisquoi.
Le hameau porte originellement le nom de West Potton, en référence à sa position occidentale dans le canton Potton. En 1895, le maître d'école Edgar Barnett suggère de changer le nom du hameau afin d'honorer la mémoire de l'ex-député, ex-juge de la Cour supérieure du Québec et promoteur de la tempérance, qui trouve une résonance chez les fidèles baptistes de l'endroit.

## Géographie
Le hameau est situé aux abords du ruisseau Ruiter, près de la rivière Missisquoi, au pied des monts Sutton.
Autrefois à vocation agricole et forestière, le hameau est aujourd'hui tourné vers l'artisanat et la villégiature.

## Histoire
Les premiers habitants permanents de Dunkin sont vraisemblablement des « loyalistes tardifs », repoussés des États-Unis par l'adhésion du Vermont à l'union et attirés au Bas-Canada par sa relative stabilité politique et ses opportunités économiques. Hendrick Ruiter (ou de Ruyter), colonel britannique originaire d'Hoosick, s'établit dans les environs en 1796 ou 1799. Ruiter choisit l'endroit afin de faciliter l'établissement d'un poste de traite lui permettant de commercer avec les Abénaquis de Saint-François, qui naviguent sur la rivière Missisquoi. Ruiter et sa « large family » (« famille nombreuse » ou « famille élargie ») défrichent les environs de la confluence de la rivière et d'un ruisseau. Ruiter construit en outre un moulin à scie et à grain dès 1800. Des lettres patentes lui sont émises en 1803; en guise de compensation pour les pertes qu'il encourt dans la révolution américaine, la Couronne britannique lui octroie 2 400 acres (971 ha) de terres dans le canton Potton. 
Dès sa fondation, le hameau est structuré par l'activité agricole. Les crues fréquentes de la rivière Missisquoi rendent le talweg fertile et propice à l'agriculture. La forge, le moulin à grain et les fromageries qui s'établissent à Dunkin témoignent de l'importance de l'élevage laitier et de la culture de céréale dans la vallée. Plusieurs commerces et services s'implantent dans le hameau rapidement après l'arrivée des premiers colons. Mark Elkins construit vers 1850 un relais pour les diligences entre Troy (Vermont) et Saint-Jean-sur-Richelieu, qui sert d'auberge jusqu'en 1941. En outre, plusieurs magasins généraux voient le jour au fil des années. 
Les services religieux sont d'abord célébrés par un pasteur adventiste dans les maisons des habitants, puis migrent vers l'école en 1870. La construction d'une église unie et d'un presbytère est planifiée dès 1871 : Mark Elkins fait don du terrain, O.B. Titus, propriétaire du moulin à scie , fait don des matériaux de construction et Chase Gilman père, « the wealthiest member of the congregation » (« le fidèle le plus riche de la communauté ») finance le reste des travaux. Le bâtiment, dont l'architecture est inspirée des mitaines baptistes, est inauguré à l'automne 1879. L'église est desservie par des pasteurs basés à Sutton ou à Mansonville et membres des communautés adventiste, baptiste, baptiste du libre arbitre, méthodistes et, éventuellement, pentecôtiste. Par ailleurs, des messes anglicanes sont célébrées par un missionnaire à partir de 1876, et une église de style néogothique est construite vers la fin du xixe siècle. Les effectifs de la communauté anglicane déclinent rapidement, et l'église est vendue à la commission scolaire vers 1923, puis sert d'école jusqu'en 1951. L'église est ensuite transformée en résidence privée, qui devient plus tard la propriété du cinéaste Pierre Falardeau. 
Au début du xxe siècle, les environs de Dunkin sont convoités par les compagnies forestières. La Missisquoi Lumber Company s'y installe en 1911, et Singer établit de 1918 à 1926 un camp de bûcheron nommé Singerville. Au pied du mont Singer où la compagnie exploite la forêt, l'étang Fullerton retient les billots de bois qui sont ensuite dravés vers le hameau, puis Richford. Domtar exploite d'ailleurs les forêts des environs de Dunkin avant de céder ses propriétés, qui sont intégrées à la réserve naturelle des Montagnes-Vertes. 
Le réseau téléphonique rejoint le hameau en 1918, et l'électricité en 1948.

## Services

### Transports
Le village est relié au réseau routier supérieur du Québec par le chemin de la Vallée-Missisquoi, connexe avec la route 243, au Québec, et la route 105A (en), au Vermont. Le passage frontalier de North Troy et Highwater (en), quelques kilomètres au sud-est du hameau permettent de traverser la frontière canado-américaine.

### Loisirs, culture et vie communautaire
Comptant à la fin du XIXe siècle deux églises, le déclin de la population entraîne la fermeture d'abord du lieu de culte anglican en 1923, puis de l'église unie en 1972.